# Enrique Freeman

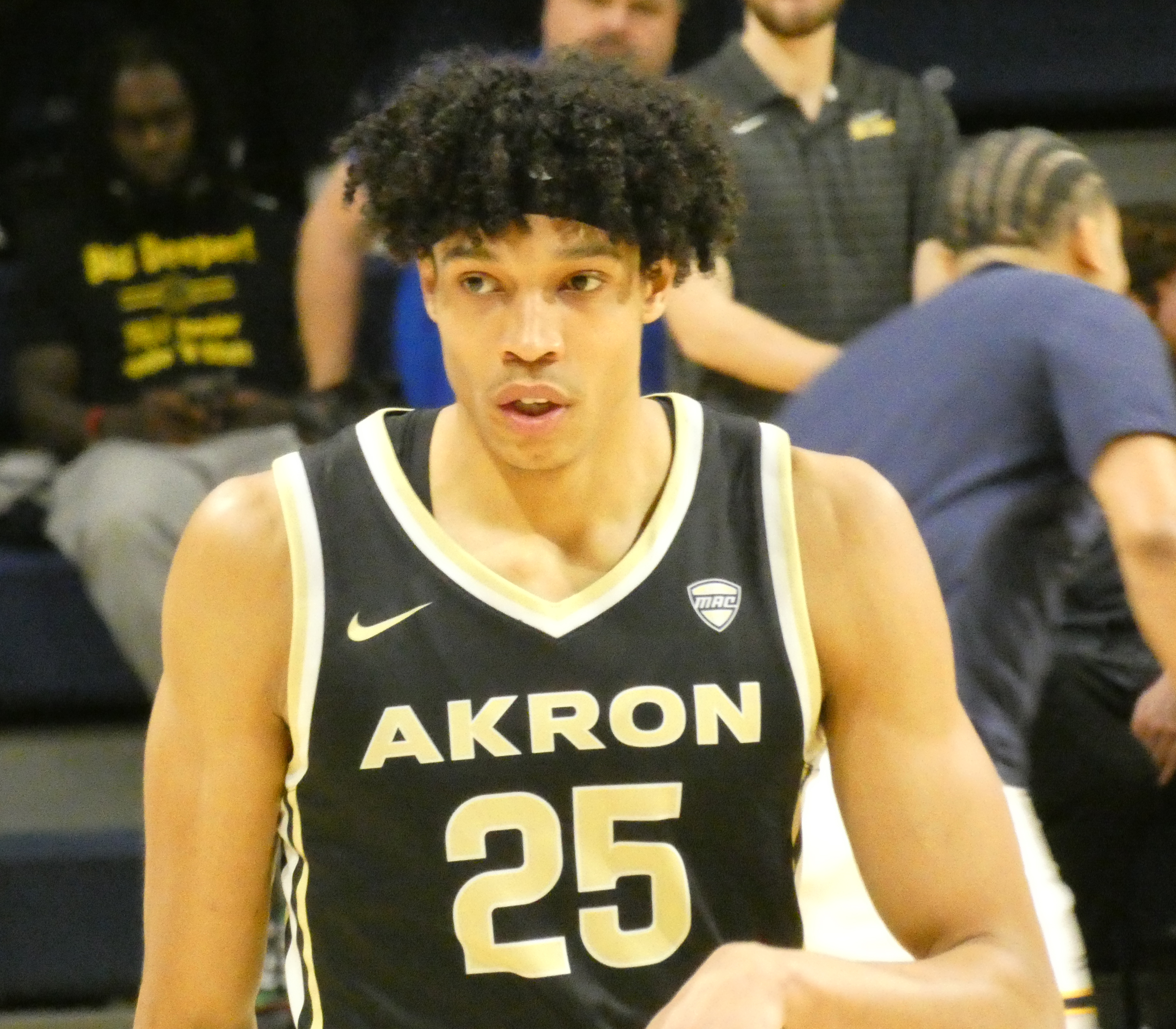
Enrique Freeman, 2024.

Enrique Gabriel Freeman, född 29 juli 2000 i Cleveland i Ohio, är en amerikansk professionell basketspelare (PF) som spelar för Minnesota Timberwolves i National Basketball Association (NBA). Han har tidigare spelat för Indiana Pacers.
Freeman draftades av Indiana Pacers i andra rundan i 2024 års draft som 50:e spelare totalt.
Innan han blev proffs studerade Freeman på University of Akron och spelade för deras idrottsförening Akron Zips.